# Siiddasjávri
Siiddasjávri, enligt tidigare ortografi Sitasjaure, är en sjö cirka 20 kilometer norr om Ritsem i Gällivare kommun i Lappland som ingår i Luleälvens huvudavrinningsområde. Sjön har en area på 73,1 kvadratkilometer och ligger 612,7 meter över havet. Sjön sträcker sig in i Norge, dock är största delen belägen i Sverige. Siiddasjávri är reglerad för utvinning av vattenkraft genom att vattnet leds i en 16 kilometer lång underjordisk tunnel från avtappningen under ytan till kraftstationen i Ritsem. Den naturliga avrinningen är upphöjd genom en cementvall. Sjön avvattnades tidigare naturligt av vattendraget Sunddegorži som längre nedströms byter namn till Viedásädno - ett biflöde till Stora Luleälven.

## Övrigt
I Sitasjaurestugorna kan fjällvandrare sommartid övernatta på Svenska Turistföreningens fjällstuga , vilken ligger i anslutning till vägen mot Ritsem. Vägen byggdes när vattentunneln och avtappningen uppfördes för vattenkraftsutvinning. Vägen ägs av Vattenfall AB, men vägen underhålls inte i någon större utsträckning. Vägen är, enligt uppgifter från olika webbplatser, sedan några år[när?] tillbaka spärrad med vägbom och övervakningskamera samt telefon för öppning av vägbommen.[källa behövs]  Det ska tidigare ha funnits en enklare vägbom med lås vilken bland annat Vattenfall AB, linjetrafiksbussen till Gällivare och lokalbefolkningen haft nyckel till. Det resulterade i att vandrare mot betalning fick persontransport på den avstängda vägen av lokalbefolkningen i personbil.[källa behövs]
Det finns även en väg från Skjomen i Norge till den norra änden av sjön. Vägen är stängd de sista 2-3 kilometrarna fram till Sitasjaure.
Under andra världskriget störtade ett större stridsflygplan vid stranden i norra delen av sjön. Planet bärgades 2008−2009 av en svensk-norsk grupp och fanns 2017 under renovering i Varberg.
I november 2008 exploderade en meteorit norr om Siiddasjávri, nära gränsen mot Norge.

## Delavrinningsområde
Siiddasjávri ingår i delavrinningsområde (754591-156963) som SMHI kallar för Utloppet av Sitasjaure. Medelhöjden är 794 meter över havet och ytan är 291,5 kvadratkilometer. Räknas de 26 avrinningsområdena uppströms in blir den ackumulerade arean 974,99 kvadratkilometer. Sunddegorži som avvattnar avrinningsområdet har biflödesordning 5, vilket innebär att vattnet flödar genom totalt 5 vattendrag (Suorggejohka, Tjävrráädno, Viedásädno, Stora Luleälven och Luleälven) innan det når havet. Avrinningsområdet består mestadels av kalfjäll (68 procent). Avrinningsområdet har 75,03 kvadratkilometer vattenytor vilket ger det en sjöprocent på 25,7 procent. Delavrinningsområdet täcks till 1,48 procent av glaciärer, med en yta av 4,3069 kvadratkilometer.